# نيكي هيل
نيكي هيل (بالإنجليزية: Nicky Hill)‏ (26 فبراير 1981 في المملكة المتحدة - ) هو لاعب كرة قدم بريطاني في مركز الدفاع. لعب مع نادي بوري ونادي هايد إف سي وليه جنيسيس ‏.

## وصلات خارجية
- نيكي هيل على موقع Soccerbase.com (لاعب) (الإنجليزية)